# Perspicuitas
Perspicuitas är ett begrepp inom retorik som betyder "klarhet" eller "tydlighet".

## Allmänt
Begreppet är centralt inom retoriken och används för att beskriva tydlighet i språk och framställning, vilket är en grundläggande egenskap hos en framstående talare. Cicero, en av de mest inflytelserika romerska retorikerna, betonade vikten av klarhet i sina verk, särskilt i "De Oratore" (Om Talaren). Han argumenterade för att en talare måste sträva efter att göra sina idéer tydliga för publiken för att kunna övertyga och påverka dem. Utan perspicuitas riskerar talaren att förlora publikens intresse och förståelse. Cicero och senare retoriska teoretiker, som Quintilianus i sitt verk "Institutio Oratoria" (Den fulländade talaren), diskuterade vikten av klarhet, stil och talarens personlighet. Dessa egenskaper är centrala för att bedöma en talare och dess förmåga att kommunicera effektivt.

### Etymologi
Ordets etymologi kommer från det latinska ordet perspicuitas som betyder "klarhet" eller "tydlighet". Ordet härstammar från det latinska verbet perspicere, som betyder "att se igenom" eller "att förstå". Detta verb är sammansatt av prefixet per- ("genom") och specere ("att se"), vilket tillsammans antyder en förmåga att uppfatta något klart och utan hinder.

## Teori
Perspicuitas, eller klarhet, är en dygd som en talare bör sträva efter för att effektivt kommunicera sina idéer. En tydlig presentation gör det lätt för publiken att förstå och engagera sig i budskapet. I kontrast representerar obscuritas, eller oklarhet, en synd som bör undvikas. Otydlighet kan leda till missförstånd och förvirring, vilket underminerar talarens trovärdighet och påverkan. Genom att prioritera klarhet och undvika att överkomplicera sin tes kan talaren säkerställa att budskapet når fram till sin publik. 
Den retoriska teorin bakom perspicuitas behandlas främst med hjälp av decorum, att välja ett passande språk till situationen. Baserat på publiken och situationen som talaren befinner sig i så behöver talet anpassas till hur tydligt och lättförståeligt talet behöver vara. Alltså kan perspicuitas appliceras i olika grad beroende på hur kunnig publiken är om det relevanta ämnet. Utan ett passande språk så blir budskapet obskyrt, oklart och oförståerligt för publiken. Därför anses perspicuitas vara en dygd för en retoriker eftersom det är en central del i att framföra förståeliga budskap för åhörare.
Trots dess betydelse kan strävan efter ett lättförståerligt språk möjligtvis gå för långt. En överdriven betoning på klarhet kan skapa en förenkling av komplexa idéer, vilket kan underminera djupet och nyanserna i diskussionen. Det är därför viktigt att hitta en balans mellan klarhet och komplexitet, särskilt inom akademiska och intellektuella sammanhang. 